# كلاوديو ديلغادو
كلاوديو ديلغادو (بالإسبانية: Claudio Delgado)‏ هو لاعب كرة قدم ومدرب كرة قدم باراغواياني في مركز الهجوم، ولد في 21 يونيو 1984 في سان لورينزو في باراغواي. لعب مع Club 2 de Mayo ‏.

## وصلات خارجية
- كلاوديو ديلغادو على موقع قاعدة بيانات كرة القدم.إي يو (الإنجليزية)
- كلاوديو ديلغادو على موقع Soccerway.com (الإنجليزية)
- كلاوديو ديلغادو على موقع عالم كرة القدم.نت (الإنجليزية)